# 椎名豊 (競艇選手)
椎名 豊（しいな ゆたか、1988年（昭和63年）9月16日 - ）は、群馬県太田市出身のボートレーサー。身長165cm。登録第4787号。血液型A型。113期。群馬支部所属。同期に、春園功太、佐藤博亮らがいる。

## 来歴
- 2013年9月21日選手登録。
- 2013年11月9日からボートレース桐生で開催された 一般戦「第8回アオケイ杯」初日第6Rでデビュー[1](3着)。5日目（最終日）第2Rに出走し6号艇6コースからまくりを決めて初勝利[2]をあげ水神祭を飾る。
- 2015年9月24日からボートレース桐生で開催された 一般戦「第8回マクール杯」5日目（最終日）第12R初優出し、1コースから逃げを決めて勝利[3]し初優勝を飾る。
- 2017年8月31日からボートレース多摩川で開催された G1「第63回ウェイキーカップ」でG1初出場。
- 2017年9月19日からボートレース蒲郡で開催された G1「第4回ヤングダービー」4日目第4R1号艇1コースから逃げ決めて勝利[4]しG1初勝利。そのままG1初優出を決める（5号艇・転覆、選手責任外）。
- 2021年5月19日からボートレース大村で開催された G2「第25回モーターボート誕生祭〜マクール賞〜」6日目（最終日）第12R1号艇1コースから逃げを決めて勝利[5]しG2初優勝を果たし、2022年にボートレース大村で開催される SG「第57回ボートレースクラシック」の出場権を獲得した。
- 2021年12月14日からボートレース住之江で開催された SG「第36回グランプリシリーズ」でSG初出場。
- 2022年3月16日からボートレース大村で開催された SG「第57回ボートレースクラシック」3日目第8Rで1号艇1コースから逃げを決めて勝利[6]しSG初勝利をあげる。
- 2022年7月19日からボートレース尼崎で開催された SG「第27回オーシャンカップ」に出場。3回目のSG出場でエースモーターを引き予選通過。5日目第12Rの準優勝戦で1号艇から逃げを決めて勝利[7]し優出を決める。6日目（最終日）第12R1号艇でSG初優出、1コースからイン逃げを決め勝利[8]し見事SG初優勝を果たした。
- 2023年10月1日からボートレースびわこで開催された G1「開設７１周年記念　びわこ大賞」でG1初優勝。

## 人物・エピソード
- やまとリーグの勝率は7.26、リーグ8戦中6回優出。優勝1回。
- 2016年、地元スター候補。2017年、2018年の関東トップルーキーに選出。
- ボートレーサーを目指したきっかけは父がボートレースを好きで小さい頃からレース場に行っていて何となく憧れを持ったとのこと[9]。
- 師匠は金子猛志で、山崎智也は同門の先輩にあたる[10]。その縁で山崎小葉音を弟子として迎えている。
- 第27回オーシャンカップでは19人目のG1未勝利でのSG制覇となった[11]。

## 戦績
- 出走回数：1986回
- 1着回数：555回
- 優出回数：62回
- 優勝回数：20回
- SG優勝回数：1回
- SG優出回数：1回
- SG出走回数：25回
- G1優勝回数：0回
- G1優出回数：5回
- G1出走回数：302回
- フライング(F)回数：11回
- 出遅れ(L)回数：0回
- 通算勝率：6.11
- 2連対率：45.52
- 3連対率：58.46
- 生涯獲得賞金：254,773,099円